# Capital Hill Residence
Pour les articles homonymes, voir Capitol Hill (Seattle).
Capital Hill Residence est une résidence privée d'exception, au design futuriste « déconstructiviste » inspiré d'un vaisseau spatial de science-fiction, à Barvikha, banlieue résidentielle ouest de Moscou, en Russie. Elle est réalisée par l'architecte Zaha Hadid en 2006, pour le promoteur immobilier oligarque milliardaire russe Vladislav Doronin et sa fiancée d'alors, Naomi Campbell,.

## Description
En 2006 débutent les travaux de construction de cette vaste résidence de 2650 m² ultra design, sur quatre étages, avec piscine intérieure, qui s'intègre entre terre et ciel, à flanc de colline, au cœur d'une vaste forêt de pins et de bouleaux pouvant atteindre 20 m de haut. La chambre à coucher principale et sa terrasse culmine au sommet d'une tour de 22 m de haut, accessible par ascenseur transparent de verre, avec une vue panoramique privilégiée sur les environs.
La construction est terminée début 2018 après douze ans de travaux hors-normes.
Estimée à 74 millions de dollars, la villa fait partie des résidences les plus luxueuses, chères et hors du commun du monde.